# Zilmukmakhi
Zilmukmakhi (en rus: Зильмукмахи) és un poble de la república del Daguestan, a Rússia. Segons el cens del 2010 tenia 325 habitants.